# 高山露珠草
高山露珠草（学名：Circaea alpina）为柳叶菜科露珠草属下的一个种，廣泛分佈於北美森林。